# صالح الرشيد (الفوارات)
صالح الرشيد هو دُوَّار يقع بجماعة حدادة، إقليم القنيطرة، جهة الرباط سلا القنيطرة في المملكة المغربية. ينتمي الدوّار لمشيخة الفوارات التي تضم 3 دواوير. يقدر عدد سكانه بـ 1105 نسمة حسب الإحصاء الرسمي للسكان والسكنى لسنة 2004.

## روابط خارجية
- البوابة الوطنية للجماعات الترابية نسخة محفوظة 12 مارس 2018 على موقع واي باك مشين.
- المندوبية السامية للتخطيط